# União das Freguesias de Touguinha e Touguinhó
União das Freguesias de Touguinha e Touguinhó, kurz Touguinha e Touguinhó, ist eine Gemeinde (Freguesia) im Kreis (Concelho) von Vila do Conde im Norden Portugals.
In der Gemeinde leben 3.386 Einwohner auf einer Fläche von 7,72 km² (Stand nach Zahlen von 2011).
Die Gemeinde entstand im Zuge der Gebietsreform in Portugal am 29. September 2013 durch Zusammenlegung der Gemeinden Touguinha und Touguinhó. Touguinha wurde Sitz der Gemeinde, die ehemalige Gemeindeverwaltung in Touguinhó blieb als Bürgerbüro weiter bestehen.